# スティーヴ・サンドヴォス
スティーヴ・サンドヴォス (Steve Sandvoss 1980年6月23日-)はアメリカ合衆国の俳優。

## 経歴
スティーヴ・ジェイムス・サンドヴォスは1980年にニューヨーク市郊外で生まれた(母はアメリカ出身、父はスイス出身)。ハーヴァード大学で勉強し、優等な成績で2002年に卒業した。ハーヴァード大学で、彼は芸術的なコミュニティで活躍した。そしてアマチュア写真撮影を続行して、詩とアメリカの散文を良く読み、しばしば、シェイクスピアの『ロミオとジュリエット』や『ジュリアス・シーザー』と、ベルトルト・ブレヒトの『ガリレオの生涯』と『バール』の様な古典を素材にした作品に出演した。
その上、サンドヴォスは彼自身の仕事の解釈について、ハーヴァードの幾つかの学部の定期刊行物に向けて批評とエッセイを書いた。スティーヴは、男女共学のアカペラのアンサンブルのメンバーでもあった。この間に、サンドヴォスは専門の舞台でモデルをする為に、しばしばニューヨーク市に通った。
NBCシリーズのドラマ『アメリカン・ドリーム』で、ウィルエステスと張り合っているフットボールスターの役でブレークした。彼の他のテレビ出演は、『ヴェガス博士』、『NIP/TUCK マイアミ整形外科医』、『The Inside』、『コールドケース 迷宮事件簿』、『E-Ring』と『グレイズ・アナトミー 恋の解剖学』などである。
2003年にはインディペンデント映画『レター・デイズ』で映画デビューした。彼の第二の主要作品は、2005年の『迷い婚 -全ての迷える女性たちへ-』である。出演はジェニファー・アニストン、ケビン・コスナー、マーク・ラファロとシャーリー・マクレーンだった。
2006年にはルーカ・コロンボ監督の短編映画『Waning Moon』に出演。この作品は2006年8月に行われたルガーノでのスイス映画祭など、多くの他の映画祭でも上映され、2007年にビバリーヒルズ映画祭で「最高のFilm Screenplay」を勝ち取った。2006年6月にホラー映画『Buried Alive』の撮影に入る。映画は2007年10月にDVDとして発売された。2008年には映画『誓いのKiss?』がリリースされた。
2007年5月に、スティーヴはインディペンデント映画『Fling』でメーソン・マイケル・フィンチという役を引き受けた。そしてミズーリ州のカンザスシティーでロケが行われた。スティーヴがSFチャンネル「革命」の為に撮影していた同じ時間枠の間の4月26日を初日にニューポートビーチ映画祭で上演された。2008年11月にはインディペンデント映画『Exquisite Corpse』に出演すると発表された。
彼は現在ロサンゼルスに住んでいる。

## 出演作品

### 映画
- レター・デイズ (2003年)
- 迷い婚 -全ての迷える女性たちへ- (2005年)
- Waning Moon (Short) (2006年)
- Price To Pay (2006年)
- Buried Alive (2007年)
- 誓いのKiss? Kiss the Bride (2008年)
- Fling (2008年)
- Exquisite Corpse (2009年)

### テレビドラマ
- コールドケース 迷宮事件簿 (2005年)
- NIP/TUCK マイアミ整形外科医 (2005年)
- The Inside (2005年)
- E-Ring (2006年)
- グレイズ・アナトミー 恋の解剖学 (2007年)